# 海の怪物
「海の怪物」（うみのかいぶつ）は、イギリスのSFドラマ『プライミーバル』の第1章第3話。2007年2月24日にITVで初放送された。ロンドン市内の各地に後期白亜紀へ通じる時空の亀裂が発生し、調査チームはモササウルスへの対処を経てヘレン・カッターとのコンタクトを取る。

## あらすじ
前話で受けたアースロプレウラによる中毒症状からスティーブンが回復する中、市民プールで男性がモササウルスに捕食される。しかし調査に向かった際にはプールにモササウルスと時空の亀裂は痕跡もなく、男性と同伴していた女性が殺人罪で収監される事態に陥る。ニックは太古の海洋捕食動物が現代に侵入したと推測し、プールから30キロメートル離れた貯水池で男性とDNAの一致する肉塊が発見されたことから、捕食動物が貯水池に移動したこと、そして過去では一点に留まっている亀裂が現代では移動しうることを突き止める。彼は時空の断層線という理論を提唱する。
貯水池での調査ではダイバーが亀裂の中に進入してしまい、何らかの要因で現代へ戻れなくなってしまう。アビーとコナーを襲撃して撤退したモササウルスが亀裂に戻る同時に亀裂は閉じ、断層線に沿って次の場所へ移動する。次の亀裂発生現場は民家の地下室であり、派遣された配管工がヘスペロルニスに襲われ死亡する。同時に亀裂からは貯水池のダイバーの死体が流入し、彼がH.C.と刺繍されたハンカチを持っていたことから、ニックは亀裂の向こうでヘレンが待っていることを悟る。
亀裂に関する重大な情報を持っている可能性のあるヘレンの生存を隠匿していたことでニックと内務省は対立し、レスターは有事の際の特殊部隊の派遣を仄めかしつつ、ヘレンを直々に白亜紀から連れ戻すようニックに命じる。白亜紀に向かったニックはヘレンと8年ぶりの再会を果たすが、人類や亀裂に対する思想の相違からヘレンの同意は得られず、単独で現代へ戻ろうとする。その帰りに小型のモササウルスによる襲撃を受けるが、間一髪のところで大型のモササウルスが小型個体を襲い、ニックは窒息により気絶しながらも辛うじて現代で意識を取り戻す。
回復したニックが目にした光景は、調査チームが民家から排斥され、家からレスターとクローディア、そして特殊部隊がヘレンを白亜紀から連行して連れ去る様子であった。

## キャスト
日本語吹替声優は左からNHK放送版、DVD版の順。
ニック・カッター
演 - ダグラス・ヘンシュオール、声 - 堀内賢雄/大塚芳忠
スティーブン・ハート
演 - ジェームズ・マレー、声 - 川本克彦/加瀬康之
コナー・テンプル
演 - アンドリュー・リー・ポッツ、声 - 宮下栄治/浪川大輔
アビー・メイトランド
演 - ハナ・スピアリット、声 - 斉藤梨絵/足立友
クローディア・ブラウン
演 - ルーシー・ブラウン、声 - 加藤優子/小林さやか
ヘレン・カッター
演 - ジュリエット・オーブリー、声 - 唐沢潤/赤池裕美子
ジェームズ・レスター
演 - ベン・ミラー、声 - 横島亘/御園行洋
トム・ライアン
演 - マーク・ウェイクリング、声 - 藤真秀/一馬芳和
トム
演 - ジェイク・カラン
ダンカン
演 - ジェームズ・ブラッドショー

## 登場する生物
モササウルス
劇中では体長7メートルと10メートルの個体が登場する。後の復元ではプラテカルプスの研究からモササウルス科爬虫類には二股に分かれた尾ビレがあったことが示唆されているが、製作当時では尾ビレが1つに纏まっている復元が妥当とされていた。
ヘスペロルニス
化石記録よりも大型の歯を持つ姿で復元されている。また、警戒心は弱く、狂暴性も高くない。現代で配管工を襲った際には、慣れない現代に侵入してパニックに陥っていた。
モササウルスとヘスペロルニスは『プライミーバル』と同じくインポッシブル・ピクチャーズが製作したドキュメンタリー番組『続 タイムスリップ! 恐竜時代 古代の海へ』にも登場している。

## 製作
製作スタッフによると、第1章の製作で最も難航したのは「海の怪物」であった。貯水池と白亜紀の海でのシーンでは、モササウルスを合成したショット約20枚と、グリーンスクリーンに向かって俳優たちが泳ぐ約40枚のショットが要求された。『プライミーバル』のVFX制作会社であるフレームストアには映画『ハリー・ポッター』シリーズの制作に携わった者もおり、彼らの協力で製作は成功した。なお、モササウルスの撮影には模型もCGと合わせて使用された。

## 放送
イギリスではITVで2007年2月24日に、ドイツではプロジーベンで Unter Wasser という題で2007年6月18日に初放送された。アメリカ合衆国ではBBCアメリカにて2008年8月23日に放送された。
日本では2009年1月3日午後4時20分からNHK総合で初放送され、続けて次話「ドードーの悲劇」が放送された。同年8月8日にはNHKデジタル衛星ハイビジョンで午後2時40分から、8月24日には同じくNHK総合で午後5時5分から、第2章の放送に合わせて再放送された。第3章の放送に合わせて2010年4月18日には午前10時50分から再放送された。

## 批評家の反応
Webサイト The Sci-Fi Online のポール・シンプソンは、「海の怪物」に10点満点で7点の評価をつけた。彼は今回も『プライミーバル』が過去の作品に影響を受けていると指摘し、モササウルスの描写を映画『ジョーズ』や『ディープ・ブルー』および『エイリアン4』になぞらえ、音楽までもジョン・ウィリアムズをオマージュしていると述べた。彼はアビーとコナーおよびスティーブンの三角関係に新たな動きが見られたこと、そしてヘレンが本格的に姿を現わしたこと、クローディアとニックの対立が匂わされているなど、大きく展開が動いたと指摘し、ヘレン役のジュリエット・オーブリーの演技が先史時代に立脚していると称えた。恐怖でソファの裏に隠れるようなシーンがあるもののコメディで緩和されているとも彼は主張した。
Mail on Sunday 紙は「海の怪物」に星4つを付けた。カッター夫妻の時空を超えた話し合いや若い調査チームの三角関係を例に挙げてロマンスもしっかり描写されていると述べた上で、モササウルスを主軸に展開されるモンスターアクションが本作の目玉であると主張した。